# Манины (род)
Манины (итал. Manin), также Манини (Manini) — аристократическая семья Венеции, приписывается к дворянству и принадлежит к британской знати и Священной Римской империи — империи Габсбургов.

## История
Род претендует на происхождение от римского рода Манлиев, но более определённые исследования определили прародителя Манно-де-Бучии из Риети, который перебрался в Фьезоле, а затем во Флоренцию; его потомки будут охватывать различные государственные учреждения в местном правительстве.
В начале XIV века семья Манини делится на три части: одна, с предком Романелло, остается во Флоренции; вторая, с Манино II, переехала в Фриули и перешел к суду Патриарха Аквилеи Раймондо делла Торре; последняя, от Джеймса II, приобретает английское дворянство и другие привилегии для военных заслуг, полученных под руководством Эдварда III.
Манины Венеции вытекает из второй ветви: после того, как они утвердились во Фриули с получением дворянства Удине, они также приобрели финансовую, политическую и военную мощь, управляя обслуживанием маршрутов в Центральную Европу и защитой границ Серениссимы. 13 июня 1385 года дипломат Николо Манин получает гражданство Венецианской республики.
4 февраля 1526 года Карл V вручает Камиллу Манину титул Кавалера Аурато с правом разместить коронованного дракона с императорской диадемой в гербе семьи. Герб Манинов, за исключением некоторых вариаций, на самом деле был разделен на четыре партии, из которых первый и четвёртый докладывают красным необузданным львом на золотом фоне, второй — крылатый зелёный дракон, увенчанный золотой короной на светло-голубом фоне, четвёртый синий крест и полосы на серебряном фоне.
Антонио, племянник вышеупомянутого Камилло, купил гастальди в Седельяно, Сан-Лоренцо[уточнить], Грион, Градиска и Пасариано, от которого его племянник Лодовико начал строить знаменитую виллу Манин. Лодовико был один из самых выдающихся членов семьи: он приобрел Полчениго и Фанна и господство Бругнин, Бандо и Джури и был принят в Большой совет в 1651 году.
Самым известным из Манининов является, Людовико IV, последний дож Республики Венеция. Поскольку он не унаследовал последнего, его титулы и активы перешли к сыну его брата Джованни, другого Лодовико.
Патриот Даниэле Манин не принадлежал к этой семье, но был привязан к нему: его дед был обращенным евреем, который изменил свою фамилию, когда он был крещен, имея в качестве своего крестного отца вышеупомянутого Людовико IV.
Потомки этой семьи до сих пор живут в Фриули-Венеция-Джулия (Триест, Удине), в регионе Венето (бывшей территории Венецианской республики, сегодня Хорватия), в Австрии и в других регионах Европы.